# Motín en la fragata Numancia

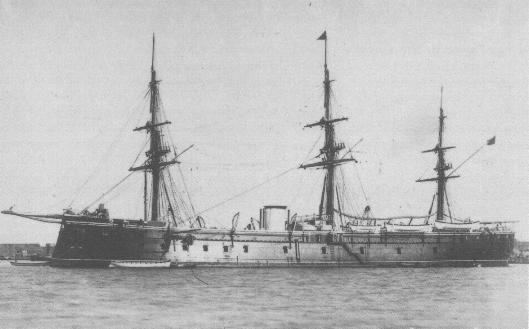
La fragata acorazada Numancia.

El motín en la fragata Numancia se produjo la noche del 1 al 2 de agosto de 1911 cuando un fogonero, Antonio Sánchez Moya, un artillero y otros doce miembros de la tripulación de la fragata Numancia se amotinaron cuando realizaban labores como acorazado guardacosta en aguas de Tánger.

## Los hechos
Los amotinados pretendían declarar la República y amenazaron con bombardear Málaga, y esperaban allí el levantamiento de las fuerzas republicanas, para luego navegar hasta Valencia o Barcelona, donde se esperaba un levantamiento popular que llevara a la república. La actuación del Alférez de Navío Alonso y Soldado de Infantería de Marina Díaz Novalta, fue decisiva para sofocar el motín, siendo recompensado Diaz Novalta con la Cruz Laureada de San Fernando.d
Tras ser informado de los acontecimientos por radiograma, el entonces presidente del Consejo y líder del Partido Liberal José Canalejas  (1854-1912) ordenó el regreso de la nave mientras que el ministro de Marina José Pidal Rebollo (1849-1920) partía urgentemente hacia la zona donde se encontraba la fragata. En público, sin embargo, ambos intentan minimizar la gravedad del suceso el cual denuncian como un hecho aislado protagonizado por «tres o cuatro desgraciados».
Estas declaraciones de las autoridades políticas no convencían a la prensa, tras el atraque de la fragata en el arsenal de La Carraca y el urgente desplazamiento del ministro a la vecina ciudad de Cádiz. El día 8, tras un informe detallado del ministro de Marina de lo sucedido, el presidente Canalejas hace público el informe: «La sublevación reviste más importancia de la que en un principio se creyó (…) La conspiración tenía extensas ramificaciones, hallándose comprometidos más de cien marinos (…) El movimiento tenía carácter republicano.»
Con posterioridad, en juicio sumarísimo, el cabecilla del mismo, Antonio Sánchez Moya, fue condenado a muerte por fusilamiento, que se efectuó el 9 de agosto de 1911 a bordo del mismo buque fuera del puerto de Cádiz, en presencia del ministro de marina, mientras se producían tumultos en Cádiz y Barcelona por la actitud de indiferencia del Rey. Otros seis marineros amotinados, Vicente Díaz Rey, Francisco Camus, Gonzalo Moreira, Francisco Beas, Eduardo Gutiérrez y Jesús Ara, fueron condenados a cadena perpetua.
La documentación intervenida a los sublevados, provocó el registro de la vivienda del concejal republicano Pedro Román de la Cruz para comprobar si estaba relacionado con el motín.